# Sexueller Missbrauch in der römisch-katholischen Kirche in den Vereinigten Staaten
Sexueller Missbrauch in der römisch-katholischen Kirche in den Vereinigten Staaten rückte Mitte der 1980er Jahre in das Bewusstsein der Öffentlichkeit in den Vereinigten Staaten, als der Priester Gilbert Gauthe wegen vielfachen sexuellen Missbrauchs vor Gericht stand (1984–1985) und der National Catholic Reporter über das Thema sexueller Missbrauch in der römisch-katholischen Kirche zu berichten begann (1985). Die römisch-katholische Kirche in den Vereinigten Staaten reagierte in den 1990er Jahren mit ersten Maßnahmen zur Aufarbeitung.
Eine neue Dynamik entstand durch den Skandal, den der Boston Globe auslöste, als er im Jahr 2002 eine Serie von Artikeln über sexuellen Missbrauch im Erzbistum Boston veröffentlichte und die Strategie der katholischen Kirche beschrieb, Missbrauchsfälle durch die Versetzung belasteter Priester zu vertuschen. In der Folge wurden tausende Missbrauchsfälle bekannt. Laut der John-Jay-Studie (2004) gab es im Zeitraum 1950 bis 2002 landesweit 10.667 Fälle von Anschuldigungen gegen katholische Priester und Diakone wegen sexuellen Missbrauchs. Entschädigungszahlungen von insgesamt mehreren Milliarden US-Dollar führten dazu, dass eine Reihe von Bistümern Insolvenz anmelden mussten.

## Fälle und Fallzahlen

### Entwicklung bis 2001
1978 wurde der damals 31-jährige Priester Stephen Kiesle im Bistum Oakland wegen Kindesmissbrauchs zu einer dreijährigen Bewährungsstrafe verurteilt. Bischof John Stephen Cummins verbot ihm die Amtsausführung (Suspension). und wollte ihn aus dem Priesteramt entfernen. Obwohl dies im Kirchenrecht grundsätzlich vorgesehen war, waren die Verfahrenshürden so hoch, dass es sich in der Praxis nicht umsetzen ließ. Daher wandte sich Bischof Cummins und Kiesle 1981 an die Glaubenskongregation und baten um die freiwillige Laisierung. Ein Jahr zuvor hatte allerdings Papst Johannes Paul II die Laisierung von Priestern unter 40 untersagt. Daher wurde der Antrag 1982 von Joseph Ratzinger mit Hinweis auf das Alter Kiesles zunächst abgelehnt. Erst 1987 stimmte er, einen Tag vor Kiesles 40. Geburtstag, der Entlassung zu. 2004 wurde Kiesle wegen Missbrauchs eines 15-jährigen Mädchens zu einer sechsjährigen Haftstrafe verurteilt. Das Bistum Oakland entschädigte im Jahr 2005 acht Opfer Kiesles und wurde danach von weiteren Opfern Kiesles verklagt.
Stephen Joseph Rossetti benannte als ersten öffentlichkeitswirksamen Fall in den USA denjenigen des Priesters Gilbert Gauthe im Bistum Lafayette, Louisiana. Gauthe wurde 1985 wegen sexuellen Missbrauchs in mehr als 30 Fällen zu einer 20-jährigen Haftstrafe verurteilt.
Im Juni 1985 berichtete der National Catholic Reporter erstmals und mit einem Editorial auf der Titelseite über Kindesmissbrauch in der katholischen Kirche (kurz danach wurde der Bischofskonferenz ein kircheninterner Bericht vorgelegt). Den Autoren Thomas C. Fox und Jason Berry wurde vorgeworfen, sie wollten die katholische Kirche zerstören, bis Berrys Buch Lead us not into temptation (1992) für den Pulitzer-Preis nominiert wurde. 1987 wollte ein Jesuiten-Priester im Vorstand der Zeitung Fox per Misstrauensantrag kündigen, fand aber keine Unterstützung und wurde selbst entlassen.
Carl Cannon schrieb 1987 in der lokalen Zeitung San Jose Mercury News eine preisgekrönte Serie über den Kirchenskandal. 2002 war er Präsident der White House Correspondents Association und sagte: „Vor 20 Jahren hatten die Medien Schwierigkeiten, Stories zum Thema Vergewaltigung von Chorknaben zu bringen. Heute ist das anders, weil vor allem die Opfer inzwischen eine andere Haltung haben. Früher glaubten die meisten von ihnen noch, die Kirche werde sich des Problems schon annehmen …“
1989 wurde von einigen Betroffenen die erste Organisation für Missbrauchsopfer gegründet, das Survivors Network of those Abused by Priests (SNAP).
Nach dem Bekanntwerden des Falls von Pater James Porter im Jahr 1992 stellten ehemalige Opfer 79 Strafanzeigen. Gegen den Pater wurde ein Verfahren eröffnet. Die Journalisten Elinor Burkett und Frank Bruni sammelten und dokumentierten daraufhin weitere Fälle von Missbrauch in der katholischen Kirche und veröffentlichten sie 1993 als Buch, das 1995 mit dem Titel Das Buch der Schande auch auf Deutsch erschien.
1993 wurde der irische Priester Oliver O’Grady wegen Missbrauchs von zwei Brüdern in Kalifornien zu 14 Jahren Haft verurteilt. Im Jahr 2000 kam er auf Bewährung frei und kehrte nach Irland zurück. Der Dokumentarfilm Deliver Us from Evil (2006) schildert den Fall O’Grady und wirft Kardinal Roger Mahony Vertuschung vor.
Eine Untersuchung aus dem Jahr 1993 bezüglich der St.-Anthony-Schule in Kalifornien ergab, dass im Zeitraum 1964 bis 1987 elf Täter mindestens 34 Opfer im Alter zwischen sieben und 14 Jahren missbraucht hatten. Der Bericht wies auch auf die seelischen Folgen für die Opfer hin.
Nachdem sich Vorwürfe gegen den Priester Lawrence C. Murphy im Erzbistum Milwaukee gehäuft hatten, veranlasste Erzbischof Rembert Weakland 1993 eine eingehende Befragung des Priesters. Murphy gab zu, dass er zwischen 1950 und 1974 an einer Schule für Gehörlose bis zu 200 Jungen sexuell missbraucht hatte. 1996 leitete der Erzbischof ein kircheninternes Verfahren ein. Murphy starb 1998 während des Verfahrens.

### Bostoner Skandal (2002)
Ein Team investigativer Journalisten der Tageszeitung The Boston Globe deckte Anfang 2002 auf, dass der Priester John Geoghan, der mehr als 100 Kinder missbraucht hatte, von Erzbischof Bernard Francis Law und anderen Verantwortlichen im Erzbistum Boston lange gedeckt worden war. Wiederholt hatten sie Geoghan innerhalb des Erzbistums versetzt und damit weiteren Missbrauch ermöglicht. Der Boston Globe fragte: „Warum brauchten drei aufeinanderfolgende Kardinäle und viele Bischöfe 34 Jahre, um Kinder von Geoghan fernzuhalten?“ Auch in anderen Fällen war die Kirchenführung Hinweisen auf Fehlverhalten nicht juristisch nachgegangen, sondern versetzte die Priester nur in andere Gemeinden. Kritiker in den eigenen Reihen brachte die Kirche im Erzbistum Boston zum Schweigen, zum Beispiel indem sie protestierende Pfarrer ebenfalls in andere Gemeinden versetzte. Erzbischof Law gab im Februar 2002 auf öffentlichen Druck hin die Namen von 90 Priestern preis, die des sexuellen Missbrauchs von Kindern beschuldigt wurden. Im Dezember 2002 trat er zurück.
Der Boston Globe veröffentlichte im Jahr 2002 mehr als 20 Artikel über sexuellen Missbrauch in der katholischen Kirche und löste damit einen Skandal aus, der „die katholische Kirche in den USA in ihren Grundfesten erschüttern sollte“, wie die Süddeutsche Zeitung rückblickend schrieb. Fünf Priester des Erzbistums Boston, darunter Geoghan, kamen vor Gericht. In der Folge tauchten tausende weitere Missbrauchsfälle auf, auch in anderen Ländern wie Irland, Australien und Kanada. Dabei zeigte sich immer wieder die Strategie der katholischen Kirche, Missbrauchsfälle möglichst zu vertuschen. Der Bostoner Skandal stürzte die katholische Kirche in den Vereinigten Staaten in eine schwere Krise. Sie war nun genötigt, sich ernsthaft um Aufarbeitung und Prävention zu bemühen (siehe Reaktionen auf den Bostoner Skandal).
Der Boston Globe wurde im Jahr 2003 für seine bahnbrechende Artikelserie mit einem Pulitzer-Preis ausgezeichnet. Die Recherchearbeiten des Boston Globe werden in dem Spielfilm Spotlight nachgezeichnet, der im September 2015 Premiere hatte. Das Filmdrama wurde 2016 mit dem Oscar als Bester Film und dem Oscar für das Beste Originaldrehbuch ausgezeichnet.

### Entwicklung seit 2002
Im Jahr 2004 wurden laut einer Erklärung der Bischofskonferenz der Vereinigten Staaten 1092 neue Vorwürfe wegen sexuellen Missbrauchs gegen 756 Priester und Diakone erhoben. Die meisten Beschuldigten waren schon gestorben oder übten ihr Amt nicht mehr aus. Gegen etwa die Hälfte der Beschuldigten hatte es schon in vorigen Jahren Missbrauchsvorwürfe gegeben.
Im Jahr 2005 wurde Prälat Carlos Urrutigoity, ein früheres Mitglied der Priesterbruderschaft St. Pius X., vom Bistum Scranton wegen sexuellen Missbrauchs eines Jugendlichen suspendiert. Durch die Zahlung einer Entschädigung von 450.000 US-Dollar an sein Opfer entging er einer strafrechtlichen Verurteilung. Danach wurde er im Bistum Ciudad del Este in Paraguay wieder als Priester eingesetzt, von 2012 bis 2014 außerdem als Generalvikar von Bischof Rogelio Ricardo Livieres Plano. Im Jahr 2014 wurden Urrutigoity von Livieres Plano und Letzterer von Papst Franziskus abgesetzt.
Im November 2007 wurde im Rahmen einer Schadensersatzklage von 110 Opfern bekannt, dass 15 Geistliche der Jesuiten viele Jungen und Mädchen in Alaska missbraucht hatten, zumeist in entlegenen Siedlungen der Inuit an der Küste und entlang des Yukon River. Die Vorwürfe gingen bis in die frühen 1960er Jahre zurück. Laut der Los Angeles Times hatte einer der Jesuiten zwischen 1968 und 1975 in zwei Dörfern nahezu alle Jungen missbraucht. Die Anwälte der Opfer warfen dem Jesuitenorden vor, er habe auffällig gewordene Mitglieder gezielt nach Alaska versetzt, was die dortige Häufung der Missbrauchsfälle erkläre. Anfang 2010 verurteilte ein Gericht in Alaska das Bistum Fairbanks zur Zahlung von 10 Millionen US-Dollar Entschädigung an 300 sexuell missbrauchte Opfer in dem Bistum und ordnete zugleich als Auflage eine weitergehende „Leistungsverpflichtung zur Versöhnung und Heilung“ an: Bischof Donald Joseph Kettler hatte die Opfer persönlich um Vergebung zu bitten. Er musste unter anderem in alle betroffenen Gemeinden reisen, dort ein „Entschuldigungsschreiben“ vorlesen, die Schuld der Kirche beteuern und den Opfern erklären, dass sie keine Sünde begangen haben, indem sie über den Missbrauch sprachen. Ferner musste der Bischof eine Liste aller Täter veröffentlichen und an die Kirchentüren heften.
Anfang Januar 2010 beklagte der Priester und Kirchenrechtler Thomas Doyle, zwei Drittel der Bischöfe in den USA hätten bewusst Missbrauchstäter gedeckt und damit zu weiterem Missbrauch beigetragen, aber kein einziger von ihnen sei dafür vom Vatikan zur Rechenschaft gezogen worden. Einige der Bischöfe hätten sogar selbst Missbrauch begangen.
Im Januar 2010 wurde Kardinal Roger Mahony, der Erzbischof von Los Angeles, fünf Stunden lang von der Staatsanwaltschaft vernommen. Dabei ging es um den Vorwurf, Mahony habe Missbrauch jahrzehntelang gedeckt. Tatsächlich schützte Mahony in den 1980er Jahren mindestens 122 belastete Geistliche, indem er dafür sorgte, dass sie in einen anderen Bundesstaat oder ins Ausland wechseln konnten. Dies geht aus rund 12.000 Dokumenten hervor, die das Erzbistum im Februar 2013 aufgrund einer gerichtlichen Anordnung veröffentlichte. Das Erzbistum hatte jahrelang versucht, die Veröffentlichung zu verhindern.
Im Mai 2010 kritisierte die New York Times Kardinal William Joseph Levada, der im Vatikan als Präfekt der Glaubenskongregation für Missbrauchsfälle zuständig war. Levada habe in seinen vorigen Ämtern als Bischof im Erzbistum Los Angeles, als Erzbischof von Portland in Oregon und als Erzbischof von San Francisco bei mehreren Missbrauchsfällen nicht angemessen gehandelt, so 1985 im Fall Gilbert Gauthe und danach bis 2002 bei drei weiteren belasteten Priestern. 1997 soll Levada einen Priester, der ihn über einen Verdachtsfall informiert hatte, vom Dienst suspendiert haben, wogegen der suspendierte Priester mit Erfolg klagte. Levada räumte ein, er hätte früher „vieles besser machen können“.
Im Jahr 2010 stieg die Zahl der Anschuldigungen wegen sexuellen Missbrauchs gegen Geistliche wieder deutlich: Es gab in diesem Jahr etwa 700 Anschuldigungen, im Vorjahr waren es etwa 400 gewesen. Die Mehrzahl der Anschuldigungen bezog sich auf den Zeitraum 1960 bis 1980. Im Jahr 2011 wurden bei der römisch-katholischen Kirche in den USA 594 glaubhafte Anschuldigungen wegen Kindesmissbrauchs vorgebracht. Die Anzeigen betrafen zu zwei Dritteln den Zeitraum 1960 bis 1980. 21 Fälle waren aus den beiden vergangenen Jahren.
Im März 2011 erklärte Erzbischof Justin Rigali, im Erzbistum Philadelphia seien 21 Priester wegen Missbrauchsverdacht suspendiert worden. Drei weitere wurden beurlaubt. Eine Gemeindejury hatte zuvor über 37 Fälle beraten und dieses Urteil im Februar gefällt. Kardinal Rigali betonte, dass es sich nicht um Verurteilungen, sondern um vorsorgliche Maßnahmen handele.
Im Oktober 2011 wurde gegen Robert Finn, Bischof von Kansas City-Saint Joseph, Anklage erhoben. Ihm wurde vorgeworfen, den Priester Shawn Ratigan, der Kinderpornografie gesammelt hatte, monatelang gedeckt zu haben. Finn bezeichnete sein Verhalten als legal und plädierte auf „nicht schuldig“. Am 6. September 2012 wurde Finn zu einer zweijährigen Bewährungsstrafe wegen Vertuschung von Kindesmissbrauch verurteilt, nachdem Ratigan im August 2012 seine Taten gestanden hatte. Trotz seiner Verurteilung behielt Finn zunächst sein Amt als Diözesanbischof. Papst Franziskus nahm im April 2015 Finns Rücktrittsgesuch an.
Im Erzbistum Philadelphia begann im März 2012 ein Prozess gegen William Lynn wegen Deckung pädophiler Geistlicher. Lynn war ab 1992 für die Personalfragen des Bistums zuständig und in dieser Funktion Geheimnisträger. Er durchforstete die Personalakten gezielt nach Missbrauchsvorwürfen und übergab seinem Vorgesetzten Molloy 1994 die Namen von belasteten und noch aktiven Geistlichen. Bischof Anthony Joseph Bevilacqua soll nach Kenntnisnahme von der Sache angeordnet haben, die vier Ausfertigungen der Liste zu schreddern. Molloy soll aber eine Kopie in einem Safe verwahrt und eine Aktennotiz dazu angelegt haben. Diese Liste wurde 2006 angeblich wieder aufgefunden. Aufgrund dieses Sachverhaltes warf die Staatsanwaltschaft Lynn vor, er habe „Tausende Kinder der Gefahr sexuellen Missbrauchs ausgesetzt“. Lynn drohten bis zu 28 Jahre Haft. Das Gericht erkannte im Juli 2012 auf eine drei- bis sechsjährige Freiheitsstrafe ohne Bewährung.
2012 legten die US-Bischöfe neue Zahlen vor. Danach erhoben in den vergangenen zehn Jahren mehr als 15.000 Personen Vorwürfe sexuellen Missbrauchs gegen Kirchenmitarbeiter. Zu den im Jahr 2004 bekannten 4392 beschuldigten Klerikern (siehe John-Jay-Studie) kamen seitdem 1723 hinzu. Die Zahl der Übergriffe erreichte ihren Höhepunkt in den 1970er Jahren und ging seitdem zurück.
Im März 2018 wurde Anthony Sablan Apuron OFMCap, Erzbischof von Agaña auf Guam, einem nichtinkorporierten Territorium der USA, wegen Missbrauchsverdachts seines Amtes enthoben. Zusätzlich wurde der in Hagåtña residierende Erzbischof vom Gericht der Glaubenskongregation mit einem kirchlichen Aufenthaltsverbot auf dem Gebiet seines früheren Erzbistums belegt. Ihm wurde die Möglichkeit zur Berufung eingeräumt.
Im November 2018 wurde durch die Veröffentlichung von Personalakten bekannt, dass im Erzbistum Los Angeles durch sexuellen Missbrauch aufgefallene Priester jahrzehntelang in nicht englischsprachigen Einwanderergemeinschaften untergebracht worden waren. Missbrauchsopfer in ganz Kalifornien forderten den Bezirksstaatsanwalt auf, die Fälle von Sexualstraftaten und Vertuschung zu untersuchen.
Wie US-Staatsanwältin Lisa Madigan im Dezember 2018 bekannt gab, hatten in Illinois 690 katholische Geistliche Kinder sexuell missbraucht. Die katholische Kirche selbst hatte die Zahl der Priester und anderen Geistlichen in dem Bundesstaat, gegen die glaubhafte Missbrauchsvorwürfe vorlagen, mit 185 angegeben. Madigan sagte aber, seit August seien in den laufenden Ermittlungen Vorwürfe gegen mehr als 500 weitere Geistliche aufgedeckt worden. Damit stieg die Zahl auf 690. Die katholische Kirche habe die Vorwürfe nicht „gründlich“ untersucht, so die Staatsanwältin. Sie habe damit gegen ihre „moralische Verpflichtung“ verstoßen, die gesamte Wahrheit über „sexuell unangebrachtes Verhalten“ ihrer Priester in dem Bundesstaat ans Licht zu bringen.
Im Juli 2019 wurde Eduard Perrone als Priester der Pfarrei Assumption of the Blessed Virgin Mary in Detroit nach Missbrauchsvorwürfen vom Erzbistum Detroit suspendiert. Er war Mitgründer des Hilfswerks Opus Bono Sacerdotii in Michigan, das jahrzehntelang der Unterstützung missbrauchsverdächtiger Priester diente. Bereits 2017 hatten staatsanwaltliche Ermittlungen dazu geführt, dass der gesamte Vorstand des Hilfswerks zurücktrat. Im August 2019 ließ die Staatsanwaltschaft den Vorwurf der Vergewaltigung gegen Perrone fallen, setzte aber die Ermittlungen wegen sexueller Belästigung fort. Die vorläufige Suspendierung des Priesters blieb nach Abgabe des Falles an den Vatikan in Kraft. Im April 2021 verzichtete die Glaubenskongregation ohne Bewertung der Vorwürfe auf eigene Schritte und verwies den Fall an das Erzbistum Detroit zurück. Perrone blieb weiter suspendiert, das Erzbistum leitete ein kanonisches Disziplinarverfahren gegen den Priester ein. Während des Prozesses behält Perrone seine finanziellen Bezüge und sein Verteidigungsrecht. Die Erzdiözese Detroit behielt sich vor, erst nach Abschluss des Verfahrens öffentlich Stellung zu beziehen.
Wegen einer schweren Krise durch sexuellen Missbrauch im Bistum Buffalo, begangen von Priestern des Bistums, nahm Papst Franziskus 2019 den Rücktritt des damaligen Bischofs Richard Malone an, Weihbischof Edward Grosz trat 2020 zurück. Die Diözese erklärte wegen Hunderter Entschädigungsklagen Betroffener ihren finanziellen Bankrott. Seit 2021 gibt es auf Initiative von Bischof Michael Fisher ein diözesanes Programm zur Überwachung mutmaßlicher Missbrauchspriester, bei dem jedem Beschuldigten ein Beobachter zugewiesen wird, und bei Verstößen gegen Auflagen könnten Gehaltszahlungen eingestellt werden. 2022 einigte sich das Bistum Buffalo außergerichtlich mit den staatlichen Ermittlungsbehörden des Bundesstaates New York darauf, dass das Bistum unter unabhängige Aufsicht gestellt wird. Die Ergebnisse der Überwachung beschuldigter Priester werden für mindestens die nächsten drei Jahre jährlich einer ehemaligen FBI-Expertin zur Prüfung vorgelegt, die die Öffentlichkeit regelmäßig über Fortschritte informiert; die Kosten übernimmt das Bistum. Die federführende Generalstaatsanwältin Letitia James erklärte: „Viel zu lange haben die Diözese Buffalo und ihre Verantwortlichen ihre grundlegendste Pflicht – unsere Kinder zu führen und zu schützen – nicht erfüllt“; unabhängige Aufsicht und Rechenschaftspflicht seien dringend nötig. Im Gegenzug wurde eine Vertuschungsklage gegen das Bistum fallengelassen.
Eine am 17. November 2022 veröffentlichte staatliche Untersuchung ergab, dass im Erzbistum Baltimore seit 1940 mehr als 600 Kinder und Jugendliche, die zum Tatzeitpunkt nicht älter als 18 Jahre waren, sexuell missbraucht wurden. 158 Priester wurden beschuldigt.

## Kirchliche Reaktionen

### Aufarbeitungs- und Präventionsmaßnahmen

#### Aufarbeitung bis 2001
Im Jahr 1985 entstand die erste detaillierte Studie über sexuellen Missbrauch in der katholischen Kirche der Vereinigten Staaten. Sie wurde von zwei Priestern und einem Anwalt als vertraulicher Bericht zur Information der Bischöfe erarbeitet.
Ab den 1990er Jahren wurde die Öffentlichkeit durch die Publikation von Büchern zu diesem Thema informiert. Wegweisend war die Studie Slayer of the soul: Child sexual abuse and the Catholic Church, die der Priester Stephen Joseph Rossetti im Jahr 1990 herausgab.
1992 führte die Bischofskonferenz eine landesweite Regelung zum Umgang mit Missbrauchsvorwürfen ein. Dazu wurde eine Arbeitsgruppe gebildet, das Subcommittee on Child Sexual Abuse. Dieses Gremium war dem Committee on Priestly Life and Ministry („Komitee für priesterliches Leben und Amt“) zugeordnet und wurde von Canice Connors geleitet, Franziskaner und Präsident des Saint Luke Institute. Auf der Generalversammlung der US-Bischöfe 1992 wurden in der Folge die sogenannten Five Principles („Fünf Prinzipien“) festgelegt:
1. Auf glaubwürdige Anschuldigungen soll sofort reagiert werden.
2. Bei ausreichenden Beweisen soll der Angeschuldigte sofort aus seinem Amt entfernt und medizinischer Begutachtung und Betreuung zugeführt werden.
3. Entsprechend den Gesetzen sollen Vorfälle gemeldet und die Strafverfolgungsbehörden unterstützt werden.
4. Opfern und ihren Familien sollen kontaktiert und aller Anstrengungen zu ihrem geistigen und körperlichen Wohlbefinden versichert werden.
5. Unter Beachtung des Datenschutzes und des Rechtes auf Privatsphäre sollen die Mitglieder der Gemeinde so offen wie möglich eingebunden werden.

Von Mai bis Juni 1993 vollzogen sich intensive Diskussionen zwischen der Bischofskonferenz der Vereinigten Staaten und der römischen Kurie. Im Ergebnis schrieb Papst Johannes Paul II. den Bischöfen am 11. Juni 1993 einen Brief, in dem er sexuellen Kindesmissbrauch verdammte und die Einrichtung einer gemeinsamen Studiengruppe zur Analyse der von der US-Bischofskonferenz gesehenen kirchenrechtlichen Probleme im Umgang mit übergriffigen Priestern ankündigte.
Kurz darauf wurde das Ad Hoc Committee on Sexual Abuse (AHCSA) unter der Leitung von Bischof John Francis Kinney eingerichtet. Das Komitee veröffentlichte in den nächsten Jahren unter dem Motto Restoring Trust („Vertrauen wiederherstellen“) verschiedene Materialien zum Thema sexueller Missbrauch:
- 1993: Auswertung der policies (Konzepte, Regelwerke, Vorgehensweisen) in 157 Bistümern, Beschreibung von 10 Behandlungszentren, Artikel zu Themen wie Pädophilie etc.
- 1995: Beschreibung von 8 Behandlungszentren, Informationen über Hilfen für Opfer, weitere Artikel
- 1996: Bewertung der bisherigen Maßnahmen, Darstellung des weiteren Handlungsbedarfs

1994 wurde durch die Saint John’s Abbey und die Saint John’s University, zwei Einrichtungen der Benediktiner in Collegeville (Minnesota), das Interfaith Sexual Trauma Institute gegründet. Das Institut verfolgte das Ziel, sexuellen Missbrauch in der Kirche zu erforschen, um wirkungsvolle Therapie- und Präventionsmaßnahmen zu entwickeln. Stephen Joseph Rossettis Standardwerk A tragic grace: The Catholic Church and child sexual abuse wurde 1996 in Zusammenarbeit mit diesem Institut veröffentlicht. Darin forderte Rossetti den Heiligen Stuhl auf, eine Führungsrolle in der Aufklärung über sexuellen Kindesmissbrauch zu übernehmen. Das Institut existierte bis 2002.
1997 veröffentlichte das AHCSA ein Video, das Priester für das Problem der Grenzüberschreitungen in Beziehungen sensibilisieren sollte, zusammen mit Begleitmaterial.
1999 traf sich das AHCSA mit Opfern und Opfergruppen, ebenso im folgenden Jahr.

#### Reaktionen auf den Bostoner Skandal (2002–2004)
Im Frühjahr 2002 erarbeitete das Ad Hoc Committee on Sexual Abuse (AHCSA) die Charta zum Schutz von Kindern und jungen Menschen (Charter for the Protection of Children an Young People), die im Juni von der Bischofskonferenz verabschiedet wurde. Die römisch-katholische Kirche in den Vereinigten Staaten verpflichtet sich darin, eine „sichere Umgebung“ für Kinder und Jugendliche zu gewährleisten. Die Charta legt beispielsweise fest, dass Bewerber vor einer Anstellung in der römisch-katholischen Kirche eingehend überprüft werden müssen. Die Charta verpflichtet alle Diözesen, bei Anschuldigungen wegen sexuellen Missbrauchs die Strafverfolgungsbehörden einzuschalten, eine eigene Untersuchung einzuleiten und den Beschuldigten sofort aus dem Dienst zu entfernen.
Im Jahr 2002 beschlossen die Bischöfe außerdem die Essential Norms for Diocesan/Eparchial Policies Dealing with Allegations of Sexual Abuse of Minors („Grundlegende Regelungen für den Umgang mit Anschuldigungen wegen sexuellen Missbrauchs in den Diözesen/Eparchien“), die 2003 vom Vatikan bestätigt, 2005 noch einmal überarbeitet und 2006 wiederum vom Vatikan bestätigt wurden. In den Essential Norms werden die Null-Toleranz-Politik und Verfahrensregeln zum Umgang mit Missbrauchsvorwürfen festgelegt. Demnach hat jede Diözese eine Verfahrensordnung samt Ansprechpartnern und ein Gremium zur Begutachtung etwaiger Fälle einzurichten. Kirchliches und staatliches Recht sind in jedem Fall einzuhalten. Diözesen sollen Betroffenen helfen, Straftaten anzuzeigen. Die Versetzung eines beschuldigten Priesters in eine andere Diözese setzt voraus, dass die neue Diözese vertraulich über die Anschuldigungen informiert wurde.
Die US-amerikanischen Bischöfe schufen ein National Review Board, das die Umsetzung der Maßnahmen in den Diözesen überwacht, und ein Committee on the Protection of Children and Young People (Komitee zum Schutz von Kindern und Jugendlichen). Im Internet werden die Maßnahmen der katholischen Kirche gegen sexuellen Missbrauch dokumentiert und ein jährlicher Bericht veröffentlicht. Im Anhang des Berichts befinden sich die anhand von Fragebögen des Center for Applied Research in the Apostolate (CARA) der Georgetown University gewonnenen Statistiken zu neuen Vorwürfen wegen sexuellen Missbrauchs.
Im Jahr 2002 veröffentlichte das Erzbistum Detroit erstmals eine Liste von Priestern, die „glaubwürdig sexueller Übergriffe beschuldigt“ wurden. Die aktuelle Liste ist im Internet einsehbar. Der Opferverband Survivors Network of those Abused by Priests wies mehrfach darauf hin, dass die Liste unvollständig sei, so im März 2019 und im Juni 2019. Das Erzbistum ging den Hinweisen nach und veröffentlichte Informationen zur Aktualisierung der Liste, zum Beispiel im Juli 2019.
im Jahr 2003 richtete das Erzbistum Philadelphia ein Office for Child and Youth Protection ein, das sich um die Prävention bemüht und Missbrauchsopfern zu helfen versucht.
Im Februar 2004 veröffentlichte das National Review Board einen „Bericht über die Krise in der Katholischen Kirche in den Vereinigten Staaten“. Ebenfalls im Februar 2004 erschien die erste John-Jay-Studie, die vom National Review Board beauftragt und vom John Jay College of Criminal Justice erarbeitet worden war.
Ende 2004 begann die Bischofskonferenz mit Vorbereitungen zur Beauftragung einer weiteren externen Studie, die sich schwerpunktmäßig mit den Ursachen und Hintergründen des Missbrauchs beschäftigen sollte. Im November 2005 wurde wieder ein Team des John Jay College für die Studie ausgewählt. Diese zweite Studie des John Jay College wurde im Mai 2011 veröffentlicht.

#### Maßnahmen ab 2005
Bis 2008 hatte die römisch-katholische Kirche in den Vereinigten Staaten entsprechend ihrer Charta zum Schutz von Kindern und jungen Menschen (siehe oben) 5,8 Millionen Kinder unterrichtet, wie Missbrauch zu erkennen und zu melden sei. 1,53 Millionen Ehrenamtliche und Angestellte, 162.700 Erzieher, 51.000 Kleriker und 4.955 Priesteramtskandidaten waren überprüft worden. 1,8 Millionen Kleriker, Angestellte und Ehrenamtliche wurden geschult, die Vorgaben der Charta umzusetzen.
Im August 2011 veröffentlichte das Erzbistum Boston auf seiner Website die Namen mehrerer des sexuellen Missbrauchs angeklagter oder überführter Priester.
2012, zehn Jahre nach der Verabschiedung der Charta zum Schutz von Kindern und jungen Menschen, zogen die US-Bischöfe Bilanz. Bemängelt wurde die nach wie vor unzureichende Zusammenarbeit zwischen Diözesen und Orden bei Missbrauchsfällen. Die Bischöfe wurden aufgefordert, in Zukunft stärker auf Grenzüberschreitungen wie nicht statthafte Berührungen und schmutzige Witze zu reagieren, und sie sollten sicherstellen, dass beschuldigte Priester, die aus dem Dienst entfernt wurden, nicht beispielsweise als Lehrer oder Polizist arbeiten können. Der Bischof von Oakland Salvatore Cordileone wandte sich gegen ein Abschieben von Priestern, die nach seinem Verständnis eher als Familienmitglieder denn als Angestellte zu betrachten seien.
Ende Oktober 2018 forderte das Justizministerium der Vereinigten Staaten die römisch-katholischen Bistümer des Landes auf, keine Akten zu Missbrauchsfällen zu vernichten, sondern sie für Untersuchungen bereitzuhalten, und missbrauchsverdächtige Priester im In- und Ausland namentlich zu nennen. Dies gelte auch für vertrauliche Unterlagen der Diözesen.
Im November 2018 veröffentlichte das Erzbistum Atlanta eine fünfseitige Liste von Priestern, die seit 1956 glaubwürdig wegen Sexualstraftaten beschuldigt worden seien.
Im Februar 2022 wurde der 2019 auspendierte Priester Eduard Perrone im Erzbistum Detroit kirchenrechtlich des sexuellen Missbrauchs Minderjähriger für schuldig befunden.

### Entschädigungszahlungen
Nach dem Bostoner Skandal zahlte das Erzbistum Boston im Jahr 2003 die damalige Rekordsumme von 85 Millionen US-Dollar an 300 Männer, die nach eigenen Angaben von Priestern missbraucht worden waren.
Das Erzbistum Los Angeles einigte sich im Juli 2007 außergerichtlich mit 508 Opfern auf Entschädigungszahlungen in Höhe von 660 Millionen US-Dollar. Aus Geldnot verkaufte das Erzbistum im folgenden Jahr seine Verwaltungszentrale in Los Angeles.
Das Bistum Scranton im US-Bundesstaat Pennsylvania erkannte im November 2007 für ein Missbrauchsopfer einen Schadensersatz in Höhe von 3 Millionen US-Dollar an.
Bis April 2008 wurden bereits zwei Milliarden Dollar Schadensersatz an die Opfer gezahlt. Bis Februar 2010 verzeichnete die römisch-katholische Kirche in den Vereinigten Staaten Klagen von mehr als 10.000 Opfern.
Im Dezember 2010 schrieb Rechtsanwalt Donald Steier in einer zehnseitigen Erklärung an den Los Angeles County Superior Court, es habe bei den Vergleichen und Anschuldigungen gegen römisch-katholische Einrichtungen in Kalifornien Betrug in großem Ausmaß gegeben. Nach Einschätzung eines ehemaligen FBI-Beamten, mit dem Steier zusammengearbeitet hatte, seien etwa die Hälfte der vorgebrachten Anschuldigungen entweder falsch oder so übertrieben, dass sie nie zu einer gerichtlichen Bestätigung geführt hätten. Steier kritisierte dabei auch die Opferorganisation Survivors Network of those Abused by Priests (SNAP), die es vielen Trittbrettfahrern erst ermögliche, sich die nötigen Informationen zu beschaffen. Außerdem kritisierte Steier Opferanwälte und Psychologen. Die Opferorganisation SNAP wies Steiers Darstellungen in einer Presseerklärung zurück.
Im März 2011 einigten sich die Jesuiten mit etwa 500 Missbrauchsopfern in ihrer Nordwest-Provinz auf Zahlungen in Höhe von etwa 166 Millionen US-Dollar – damals die dritthöchste Entschädigungssumme einer katholischen Gemeinschaft in den USA. Die Einigung betraf Missbrauchsfälle in den Bundesstaaten Alaska, Idaho, Montana, Oregon und Washington. Viele der Betroffenen waren Inuit aus Alaska. Teil der Einigung war die Verpflichtung der Jesuiten, sich bei den Opfern schriftlich zu entschuldigen und ihnen Zugang zu ihren persönlichen Akten zu gewähren.
Im März 2013 wurden im Erzbistum Los Angeles Zahlungen an die Familien von vier missbrauchten Kindern vereinbart. Das Erzbistum sowie Kardinal Roger Mahony und der ehemalige Priester Michael Baker hatten insgesamt 10 Millionen Dollar zu zahlen; im Gegenzug sollten die Vorwürfe nicht weiter verfolgt werden. Baker hatte 1986 Mahony getroffen und ihm den Missbrauch zweier Jungen über den Zeitraum von sieben Jahren gebeichtet.
Im November 2024 einigte sich das Erzbistom Los Angeles mit 1353 Missbrauchsopfern auf eine Zahlung von 880 Millionen US-Dollar. In dieser Sammelklage wurde 300 Priestern sexueller Missbrauch vorgeworfen. Die Klage selbst wurde durch eine Gesetzesänderung 2019 möglich gemacht, als der Bundesstaat Kalifornien die Verjährungsfrist für den sexuellen Missbrauch von Kindern abschaffte.

### Insolvenzverfahren
Eine Reihe amerikanischer Bistümer meldeten Insolvenz an, weil die Schadensersatzforderungen der Opfer nicht mehr bedient werden konnten. Bis Ende 2010 hatten insgesamt sieben Bistümer und der Jesuitenorden von Oregon ihre Zahlungsunfähigkeit erklärt. Unter den insolventen Bistümern befanden sich das Bistum Davenport in Iowa, das Bistum Fairbanks in Alaska, das Erzbistum Portland in Oregon, das Bistum San Diego in Kalifornien, das Bistum Spokane in Washington, das Bistum Tucson in Arizona, das Bistum Wilmington in Delaware und das Erzbistum Milwaukee in Wisconsin.
Im November 2014 erwog das Erzbistum Saint Paul and Minneapolis ein Insolvenzverfahren, um Schadensersatzansprüche von Missbrauchsopfern im Erzbistum zu erfüllen.
Im Dezember 2018 meldete das Erzbistum Santa Fe in New Mexico Insolvenz an, da es die Entschädigungsforderungen von Opfern sexuellen Missbrauchs durch seine Priester nicht mehr erfüllen konnte.
Im Februar 2020 meldete das Bistum Harrisburg in Pennsylvania nach hohen Schadensersatzzahlungen Insolvenz an.

### Reaktionen des Vatikans

#### Johannes Paul II.
Anfang der 1990er Jahre betrachtete der Vatikan Fälle von Kindesmissbrauch vor allem als ein moralisches Problem der Ortskirchen in den Vereinigten Staaten. In diesem Sinne äußerten sich Papst Johannes Paul II. und Joaquín Navarro-Valls 1993 während der Reise des Papstes zum Weltjugendtag in Denver. Dies änderte sich, als 1994 in Irland die Fälle des Ordenspriesters Brendan Smyth und des Priesters Liam Cosgrove bekannt wurden.
Im Frühjahr 2002 erschütterte das Bekanntwerden zahlreicher sexueller Missbrauchsfälle die amerikanische Kirche (Bostoner Skandal). Mitte April 2002 zitierte der Papst 13 amerikanische Kardinäle für ein zweitägiges Krisentreffen nach Rom. Er bezeichnete sexuellen Kindesmissbrauch als Verbrechen, das in der Kirche keinen Platz habe.

#### Apostolische Visitation der Priesterseminare (2005/2006)
Im April 2002 fanden wegen des Missbrauchsskandals Gespräche zwischen Papst Johannes Paul II. und Vertretern der römischen Kurie sowie Vertretern der Bischofskonferenz der USA statt. Eines der Ergebnisse war, dass der Vatikan alle Priesterseminare in den USA überprüfen lassen wollte, einschließlich der Ausbildungsstätten der Ordensgemeinschaften. Die Vorbereitungen zu dieser Apostolischen Visitation fanden ab 2003 statt. Beteiligt waren unter der Aufsicht des Papstes unter anderem Vertreter der Kongregation für das Katholische Bildungswesen, der Kongregation für den Klerus, der Kongregation für die Glaubenslehre und der Kongregation für die Institute geweihten Lebens und für die Gesellschaften apostolischen Lebens. In Absprache mit der Bischofskonferenz der USA und der United States Conference of Major Superiors of Men (Dachverband der Ordensoberen der Männerorden in den USA) wurden die Arbeitsanweisungen für die Visitatoren erarbeitet und eine Liste der Personen erstellt, die als Visitatoren in Frage kamen. Als Koordinator in den USA wurde Edwin Frederick O’Brien ausgewählt, der damalige Erzbischof des Militärordinariats der USA. Die Visitationen fanden schließlich während des Pontifikats von Benedikt XVI. statt: Besuche bei 229 Priesterseminaren mit mehr als 4500 Seminaristen im Zeitraum September 2005 bis Mai 2006.
Bei der Apostolischen Visitation ging es um die grundlegenden Fragen im Zusammenhang mit der Qualität der Priesterausbildung in den USA, beispielsweise das Selbstverständnis der Priester, Kriterien für die Auswahl der Kandidaten sowie verschiedene Aspekte der beruflichen, geistigen und menschlichen Ausbildung. Ein Punkt erregte jedoch besondere Aufmerksamkeit. Im September 2005 wurde bekannt, dass die Visitatoren gezielt nach Homosexuellen suchten (siehe auch Homosexualität und römisch-katholische Kirche). Die Seminaristen sollten Auskunft geben, ob ihnen homosexuelles Verhalten im Seminar bekannt war, was einer Aufforderung zur Denunziation entsprach. Der Hintergrund war, dass in den vergangenen Jahrzehnten laut der John-Jay-Studie (2004) die meisten missbrauchten Kinder  Jungen waren. Erzbischof O’Brien erklärte dazu: „Jeder, der homosexuell aktiv ist oder eine stark homosexuelle Neigung hat, sollte sich nicht als Seminarist bewerben und auch nicht in einem Priesterseminar akzeptiert werden.“ Die Absicht des Vatikans, gezielt homosexuelle Seminaristen auszuschließen, stieß auch innerhalb der Kirche auf Protest. In Deutschland übten unter anderem die „Ökumenische Arbeitsgruppe Homosexuelle und Kirche“ und der Jesuit Hermann Kügler Kritik. Die Theologin Uta Ranke-Heinemann wies im Blick auf das Überwiegen männlicher Missbrauchsopfer darauf hin, dass die Priester nur noch von Jungen umgeben seien, nachdem Papst Johannes Paul II. von 1980 bis 1994 „alle Messdienerinnen vertrieben“ habe.
Im Dezember 2008 lag der Abschlussbericht der Kongregation für das Katholische Bildungswesen vor und wurde den Adressaten in den Vereinigten Staaten zugesandt. Im Januar 2009 wurde er von der Bischofskonferenz der Vereinigten Staaten veröffentlicht. Der Bericht zeichnete ein überwiegend positives Bild. Die bischöflichen Priesterseminare seien in einem guten Zustand. „Homosexuelles Verhalten“ gehöre dort weitgehend der Vergangenheit an, die Seminarleiter kümmerten sich mittlerweile entschlossen und angemessen um dieses Problem. An den Ausbildungsstätten der Ordensgemeinschaften übte der Bericht hingegen Kritik.

#### Benedikt XVI.
Im April 2008 sagte Papst Benedikt XVI. vor seiner USA-Reise, er sei tief beschämt über die Serie von Missbrauchsfällen, und kündigte an: „Wir werden Pädophile vom Heiligen Dienst absolut ausschließen.“ Am 17. April 2008 traf er sich in Washington mit mehreren Missbrauchsopfern.
Ab März 2010 wurde Benedikt XVI. in einigen Medien der Vorwurf gemacht, er sei seinerzeit als Präfekt der Glaubenskongregation in den Fällen Stephen Kiesle und Lawrence C. Murphy nicht entschlossen genug eingeschritten. Andere Medien wiesen die Kritik energisch zurück. Ein Artikel in der britischen Zeitung The Guardian argumentierte, entscheidend für die Verhinderung von weiterem Missbrauch sei nicht die Entlassung aus dem Priesterstand, sondern die Suspension (Verbot der Amtsausübung), für die der jeweilige Ortsbischof zuständig ist. Joseph Ratzinger, der spätere Papst Benedikt XVI., habe sich nicht mitschuldig gemacht – vielmehr habe er klarer als alle anderen im Vatikan erkannt, welche Maßnahmen nötig seien, um das Problem des sexuellen Missbrauchs in den Griff zu bekommen.

#### Franziskus
Im Juni 2018 untersagte Papst Franziskus dem Kardinal Theodore McCarrick wegen im Priesteramt begangener mutmaßlicher sexueller Übergriffe auf minder- und volljährige Personen in den 1970er Jahren die öffentliche Amtsausübung. McCarrick bezeichnete sich als unschuldig, akzeptierte aber seine Suspendierung. Der New Yorker Erzbischof, Kardinal Timothy Dolan, bezeichnete die Vorwürfe gegen McCarrick als glaubwürdig und substanziell. Am 28. Juli 2018 nahm der Papst McCarricks Verzicht auf die Mitgliedschaft im Kardinalskollegium an. Gleichzeitig ordnete der Papst die Suspendierung von allen öffentlichen Amtshandlungen und den Rückzug McCarricks in ein noch zuzuweisendes Haus an, wo er bis zum ordentlichen kirchenrechtlichen Verfahren in Gebet und Buße leben solle.
Am 16. Februar 2019 gab das Presseamt des Heiligen Stuhls die Entlassung McCarricks aus dem Klerikerstand bekannt.
Als Reaktion auf den Grand Jury Report in Pennsylvania veröffentlichte Papst Franziskus am 20. August 2018 ein langes Schreiben an alle Christen zum Thema „sexueller Missbrauch in der römisch-katholischen Kirche“.

## Untersuchungen (Auswahl)

### Bericht von Doyle, Mouton und Peterson (1985)
Im Jahr 1985 entstand im Zusammenhang mit dem Fall Gilbert Gauthe erstmals ein detaillierter Bericht über sexuellen Missbrauch in der katholischen Kirche der Vereinigten Staaten.
Der Bericht, der inoffiziell auch als Manual („Handbuch“) bezeichnet wird, wurde von zwei Priestern und einem Anwalt als vertrauliches Dokument für die katholischen Kirche erarbeitet, hauptsächlich von Januar bis Mai 1985. Die erweiterte, 92 Seiten lange Endfassung entstand im Juni 1985.
Die Verfasser waren Pater Thomas Doyle, der Rechtsanwalt Ray Mouton und Pater Michael Peterson. Der Kirchenrechtler Thomas Doyle hatte in der Apostolischen Nuntiatur die Korrespondenz zum Fall Gauthe zu überwachen, Ray Mouton war Gauthes Anwalt. Michael Peterson war Gründer und Leiter des Saint Luke Institute in Silver Spring, einer psychiatrischen Klinik, die sich um Priester und Ordensleute kümmerte. Doyle, Mouton und Peterson arbeiteten mit mehreren Bischöfen zusammen, darunter Bernard F. Law (der im Mai 1985 zum Kardinal erhoben wurde) und William J. Levada, der später als Nachfolger von Joseph Ratzinger in der Glaubenskongregation des Vatikans für Missbrauchsfälle zuständig war.
Der Bericht behandelte zivilrechtliche, kirchenrechtliche und psychologische Aspekte. Die Verfasser schrieben, die Glaubwürdigkeit der Kirche zurückzuerlangen erfordere einen fürsorglichen und verantwortungsvollen Umgang mit den Opfern und die Bereitschaft, die Öffentlichkeit transparent zu informieren.
Im Mai 1985 wurde der Bericht den Bischöfen zugestellt. Im Juni wurde er bei der Versammlung der Bischofskonferenz in Collegeville (Minnesota) unter dem Vorsitz von Kardinal Law besprochen. Mitarbeiter der Bischofskonferenz schrieben in einer Stellungnahme, die in dem Bericht dargestellten Probleme seien den Bischöfen schon weitgehend bekannt. Die in dem Bericht enthaltene Empfehlung, auf neue Missbrauchsfälle mit einem landesweit zuständigen Interventionsteam zu reagieren, wurde abgelehnt. Die Diözesen zogen es vor, mit ihrem eigenen Personal auf etwaige Missbrauchsvorwürfe zu reagieren. Kardinal Law hatte zugesagt, ein Ad-hoc-Komitee einzurichten, um den Bericht aufzuarbeiten, aber dazu kam es nicht.
Im Dezember 1985 sandte Peterson das „Handbuch“ zusammen mit weiteren Texten an alle Ordinariate in den USA. Diese von ihm zusammengestellten Materialien nannte er Guidelines („Leitlinien“). Ein halbes Jahr später versendete er, wiederum an alle Bischöfe, überarbeitete Fassungen des „Handbuchs“ und der „Leitlinien“. 1987 starb er an AIDS. Der Bericht von 1985 war somit jedem Bischof mehrmals zur Verfügung gestellt worden. Er spielte in der Folge eine wichtige Rolle bei der Frage, wie gut die Bischöfe spätestens seit 1985 über das Problem des sexuellen Missbrauchs informiert waren. Bis 2002 wurde er in mehr als 100 Gerichtsverfahren als Argument angeführt.

### Bericht des National Review Board (2004)
Im Februar 2004 veröffentlichte das National Review Board einen umfangreichen innerkirchlichen Bericht: A Report on the Crisis in the Catholic Church in the United States („Ein Bericht über die Krise in der Katholischen Kirche in den Vereinigten Staaten“).
In dem Bericht wurde unter anderem kritisiert, dass Therapeuten den Bischöfen zu oft empfohlen hätten, ein Täter könne nach der Behandlung wieder in der Gemeinde arbeiten, was nicht selten zu weiterem Missbrauch geführt habe. Dies habe aber auch an den Bischöfen gelegen, die sich von der Behandlung eine „Heilung“ der Patienten versprachen – so dass die Therapeuten unter Druck standen, dieser optimistischen Erwartung zu entsprechen. Es habe an Verständnis dafür gemangelt, dass die Rückkehr in den aktiven Dienst nicht immer das Behandlungsziel sein könne. Der Psychiater Thomas Plante hatte im Jahr 2002 darauf hingewiesen, dass die Forschung über sexuellen Missbrauch größtenteils erst in den 1980er Jahren begann. Bis dahin habe man es für vernünftig gehalten, auffällig gewordene Priester nach einer Therapie wieder in den aktiven Dienst zu schicken, was sich als tragischer Irrtum erwiesen habe.

### John-Jay-Studie (2004)
Im Februar 2004 erschien die vom National Review Board beim John Jay College of Criminal Justice in Auftrag gegebene Studie, die das Ausmaß und Merkmale des sexuellen Missbrauchs durch Priester und Diakone im Zeitraum von 1950 bis 2002 untersuchte. Sie wurde im Jahr 2006 durch einen Supplementary Report (Zusatzbericht) mit genaueren Analysen ergänzt.

#### Ausmaß des Missbrauchs
Die John-Jay-Studie kam zu dem Schluss, dass es sich um ein „weit verbreitetes Problem“ handele: 95 % aller Diözesen und 60 % aller Ordensgemeinschaften waren demnach betroffen. 188 von 195 Diözesen und 110 von 140 Ordensgemeinschaften berichteten mindestens einen Fall einer Anschuldigung wegen sexuellen Missbrauchs gegen einen Priester.
Für die Jahre 1950 bis 2002 wurden insgesamt 10.667 mögliche Fälle von sexuellem Missbrauch und 4392 tatverdächtige Priester und Diakone registriert. Dies entsprach etwa 4 % der katholischen Priesterschaft in den USA von 1950 bis 2002 (insgesamt 109.694 Priester). Unter den allein lebenden Gemeindepriestern betrug der Anteil 4,3 %, unter den in Gemeinschaft lebenden Ordenspriestern 2,7 %.
Die Werte schwankten von Diözese zu Diözese (2,5 % bis 7 %) und verteilten sich außerdem sehr ungleich auf der Zeitachse. So erreichte die Quote an Priestern, gegen die Anschuldigungen wegen sexuellen Missbrauchs vorlagen, mit 10 % im Jahr 1970 ihren Höhepunkt. Sie fiel dann bis 1980 auf 8 % und weiter auf unter 4 % nach 1990. Dieser Rückgang beruht laut der Studie nicht auf einer Abnahme der Meldungen, sondern auf einer Abnahme der Missbrauchsfälle.
Von den 10.667 erfassten Anschuldigungen gegen Priester fanden in 9281 Fällen Nachforschungen statt. Diese wurden in 6696 Fällen abgeschlossen und führten in 5681 Fällen zu einem klaren Ergebnis. 4570 Anschuldigungen gegen 1872 Priester waren begründet. 1028 Anschuldigungen gegen 824 Priester konnten nicht weiter untermauert werden und in 83 Fällen wurden die Anschuldigungen als falsch bewertet.
In ca. 3300 Fällen von Anschuldigungen, bei denen Nachforschungen nicht stattfanden oder nicht abgeschlossen wurden, war der betreffende Priester zum Zeitpunkt der Anschuldigungen bereits verstorben. Die Anschuldigungen gegen 1671 Priester wurden dabei für glaubhaft gehalten, während die Anschuldigungen gegen 345 Priester als unglaubwürdig bewertet wurden.
Die Polizei wurde in den Fällen von 1021 Priestern eingeschaltet. In 384 Fällen kam es zur Anklageerhebung. 252 Priester wurden verurteilt, 100 mussten eine Freiheitsstrafe verbüßen.
Etwa 81 % der Missbrauchsopfer waren männlich.

#### Art des Missbrauchs
In der John-Jay-Studie wurde auch erfasst, welche Missbrauchshandlungen laut den Anschuldigungen stattgefunden hatten:
| Verhalten                                           | bei Jungen | %      | bei Mädchen | %      | Insgesamt | %      |
| --------------------------------------------------- | ---------- | ------ | ----------- | ------ | --------- | ------ |
| Verbale Grenzüberschreitung (Sextalk)               | 885        | 11,0 % | 215         | 12,0 % | 1.100     | 11,6 % |
| Pornographisches Material gezeigt                   | 223        | 2,9 %  | 9           | 0,5 %  | 232       | 2,4 %  |
| Pornovideos gezeigt                                 | 142        | 1,8 %  | 6           | 0,3 %  | 148       | 1,6 %  |
| Berührungen des Priesters über der Kleidung         | 704        | 9,1 %  | 165         | 9,2 %  | 869       | 9,2 %  |
| Berührungen des Opfers über der Kleidung            | 2.862      | 37,2 % | 691         | 38,6 % | 3.553     | 37,4 % |
| Berührungen des Opfers unter der Kleidung           | 3.280      | 42,6 % | 701         | 39,2 % | 3.981     | 42,0 % |
| Priester entblößt                                   | 944        | 12,3 % | 177         | 9,9 %  | 1.121     | 11,8 % |
| Opfer entblößt                                      | 1.112      | 14,4 % | 303         | 16,9 % | 1.415     | 14,9 % |
| Fotos des Opfers wurden gemacht                     | 169        | 2,2 %  | 32          | 1,8 %  | 201       | 2,1 %  |
| Sexuelle Spiele                                     | 96         | 1,2 %  | 8           | 0,4 %  | 104       | 1,1 %  |
| Umarmungen und Küsse                                | 324        | 4,2 %  | 175         | 9,8 %  | 499       | 5,3 %  |
| Masturbation                                        | 663        | 8,6 %  | 71          | 4,0 %  | 734       | 7,7 %  |
| Gegenseitige Masturbation                           | 1.049      | 13,6 % | 29          | 1,6 %  | 1.078     | 11,4 % |
| Priester vollzog Oralverkehr                        | 1.186      | 15,4 % | 274         | 15,9 % | 1.460     | 15,4 % |
| Opfer vollzog Oralverkehr                           | 799        | 10,4 % | 115         | 6,4 %  | 914       | 9,6 %  |
| Penetration mit der Hand                            | 192        | 2,5 %  | 195         | 10,9 % | 387       | 4,1 %  |
| Penetration mit einem Gegenstand                    | 61         | 0,8 %  | 26          | 1,5 %  | 87        | 0,9 %  |
| Penetration mit dem Penis                           | 990        | 12,9 % | 213         | 11,9 % | 1.203     | 12,7 % |
| erzwungener Geschlechtsverkehr (auch in der Gruppe) | 48         | 0,6 %  | 4           | 0,2 %  | 52        | 0,5 %  |
| Nicht näher beschriebener sexueller Akt             | 942        | 12,2 % | 204         | 11,4 % | 1.146     | 12,1 % |
| andere Form des Missbrauchs                         | 490        | 6,4 %  | 87          | 4,9 %  | 577       | 6,1 %  |

#### Alter der Opfer
Das Alter der Opfer verteilte sich im John-Jay-Report folgendermaßen:
| Alter in Jahren | Anzahl der Fälle | Prozent der Fälle | Prozentualer Anteil kumuliert mit vorherigen Altersstufen |
| --------------- | ---------------- | ----------------- | --------------------------------------------------------- |
| 1               | 4                | 0,0 %             | 0,0 %                                                     |
| 2               | 11               | 0,1 %             | 0,1 %                                                     |
| 3               | 22               | 0,2 %             | 0,3 %                                                     |
| 4               | 41               | 0,5 %             | 0,8 %                                                     |
| 5               | 82               | 1,0 %             | 1,8 %                                                     |
| 6               | 158              | 1,8 %             | 3,6 %                                                     |
| 7               | 220              | 2,5 %             | 6,1 %                                                     |
| 8               | 369              | 4,1 %             | 10,2 %                                                    |
| 9               | 362              | 4,0 %             | 14,2 %                                                    |
| 10              | 752              | 8,4 %             | 22,6 %                                                    |
| 11              | 895              | 10,0 %            | 32,6 %                                                    |
| 12              | 1.323            | 14,7 %            | 47,2 %                                                    |
| 13              | 1.141            | 12,8 %            | 60,0 %                                                    |
| 14              | 1.188            | 13,2 %            | 73,2 %                                                    |
| 15              | 1.042            | 11,6 %            | 84,8 %                                                    |
| 16              | 769              | 8,6 %             | 93,4 %                                                    |
| 17              | 577              | 6,5 %             | 100,0 %                                                   |

#### Sanktionierungen
Im John-Jay-Report wurde analysiert, wie auf Anschuldigungen gegen Priester reagiert wurde:
|                                                                                    | Substantiierte Anschuldigungen | Nichtsubstantiierte Anschuldigungen | Glaubhafte Anschuldigungen | Nicht glaubhafte Anschuldigungen |
| ---------------------------------------------------------------------------------- | ------------------------------ | ----------------------------------- | -------------------------- | -------------------------------- |
| Untersuchte Fälle                                                                  | 1872                           | 824                                 | 1671                       | 345                              |
| Priester gestorben oder außer Dienst zum Zeitpunkt der Anschuldigungen             | 206 (11 %)                     | 188 (22,8 %)                        | 47 (9 %)                   | 38 (19,9 %)                      |
| Priester vom Dienst suspendiert                                                    | 852 (45,5 %)                   | 171 (20,8 %)                        | 241 (45,9 %)               | 17 (8,9 %)                       |
| Priester entlassen oder in Ruhestand versetzt                                      | 545 (29,1 %)                   | 115 (14 %)                          | 128 (24,4 %)               | 12 (6,3 %)                       |
| Priester beantragte Laisierung                                                     | 113 (6 %)                      | 16 (1,9 %)                          | 29 (5,5 %)                 |                                  |
| Priester wurde aus dem Klerikerstand entfernt                                      | 115 (6,1 %)                    | 14 (1,7 %)                          | 115 (6,1 %)                | 2 (1 %)                          |
| Priester wurde verwarnt und in den Dienst zurückgeschickt                          | 172 (9,2 %)                    | 45 (5,5 %)                          | 60 (11,4 %)                | 6 (3,1 %)                        |
| Priester wurde zur Untersuchung geschickt                                          | 918 (49 %)                     | 286 (34,7 %)                        | 273 (52 %)                 | 41 (21,5 %)                      |
| Priester wurde zeitweise beurlaubt                                                 | 699 (37,3 %)                   | 195 (23,7 %)                        | 179 (34,1 %)               | 41 (21,5 %)                      |
| Priester wurde auf spirituelle Einkehr geschickt                                   | 143 (7,6 %)                    | 53 (6,4 %)                          | 43 (8,2 %)                 | 5 (2,6 %)                        |
| Priester wurde in Behandlung geschickt                                             | 998 (53,3 %)                   | 229 (27,8 %)                        | 286 (54,5 %)               | 24 (12,6 %)                      |
| Priester wurde zeitweise krankgeschrieben                                          | 162 (8,7 %)                    | 36 (4,4 %)                          | 45 (8,6 %)                 | 3 (1,6 %)                        |
| Priester wurde in seinen Orden zurückgeschickt bzw. der Ordensobere benachrichtigt | 88 (4,7 %)                     | 41 (5 %)                            | 41 (7,8 %)                 | 9 (4,7 %)                        |
| andere Maßnahme wurde ergriffen                                                    | 444 (23,7 %)                   | 226 (27,4 %)                        | 149 (28,4 %)               | 52 (27,2 %)                      |
| keine Maßnahme wurde ergriffen                                                     | 49 (2,6 %)                     | 130 (15,8 %)                        | 22 (4,2 %)                 | 53 (27,7 %)                      |

#### Therapien
Bei 1627 Priestern (37 % der beschuldigten 4392 Kleriker) wurde eine Therapie angewendet, bei 744 von ihnen waren es mindestens zwei verschiedene Arten der Behandlung (entweder nebeneinander oder nacheinander). Die am häufigsten angewendeten Behandlungsformen waren, nach Sitzungen gerechnet, individuelle psychologische Beratung (42 %), spezielle Programme für Missbrauchstäter in der Kirche (41 %) und Psychotherapie (25 %).

### John-Jay-Studie zu Ursachen und Hintergründen (2011)
Im Mai 2011 wurde eine zweite Studie des John Jay College über sexuellen Missbrauch in der römisch-katholischen Kirche der Vereinigten Staaten veröffentlicht. Thematischer Schwerpunkt waren die Ursachen und Hintergründe des Missbrauchs, der Untersuchungszeitraum waren die Jahre 1950 bis 2010. Während die erste John-Jay-Studie (2004) Missbrauch durch katholische Priester und Diakone untersucht hatte, beschränkte sich die zweite John-Jay-Studie auf Missbrauch durch katholische Priester.
Zuvor war im November 2009 ein Zwischenbericht veröffentlicht worden. Bei der Präsentation des Zwischenberichts wurde hervorgehoben, dass die Missbrauchsfälle sich in der katholischen Kirche genauso entwickelt hatten wie in der ganzen Gesellschaft: Anstieg seit den 1960er Jahren, Rückgang in den 1980er Jahren.
Die John-Jay-Studie von 2011 kam zu folgenden Ergebnissen:
- Die Mehrzahl der Missbrauchsfälle geschah in den 1960er und 1970er Jahren. Im Hintergrund standen gesellschaftliche Umbrüche im Zusammenwirken mit individuellen Schwächen einzelner Priester und einer damals mangelhaften Ausbildung. Mit der Verbesserung der Ausbildung der angehenden Priester ging die Zahl der Missbrauchsfälle im 21. Jahrhundert immer weiter zurück.[72][125]
- Der Zölibat könne keine Ursache der Missbrauchsfälle sein. Diese nahmen bis in die 1980er Jahre zu und fielen danach wieder auf das Niveau vor 1950. Der Zölibat bestand seit dem 11. Jahrhundert in der römisch-katholischen Kirche, auch konstant während dieser Jahrzehnte, und könne weder die Ursache für den Anstieg noch für den anschließenden Rückgang der Zahlen sein.[126]
- Die meisten beschuldigten Priester könnten nicht als Pädophile bezeichnet werden, da ihre sexuellen Wünsche und ihr Verhalten nicht oder zumindest nicht vorwiegend auf Kinder vor der Pubertät gerichtet waren. Die Kategorie „Pädophilie“ treffe bei weniger als 5 % der Beschuldigten zu.[125] Ein Anteil von 3,8 % ergibt sich aus dem Datenmaterial, wenn man für Pädophilie folgende formale Definition ansetzt: „Täter mit mindestens zwei Opfern, wobei alle Opfer höchstens 10 Jahre alt waren.“[127]
- 81 % der Opfer waren männlich. Die allgemeine Missbrauchsstatistik der USA zeigt, dass sonst überwiegend Frauen mit ca. 75 % Opfer von Missbrauch werden.[128]
- Im Jahr 1985 konnten die Bischöfe die Häufigkeit des sexuellen Missbrauchs noch nicht richtig einschätzen. Obwohl 80 Prozent der nun bekannten Fälle vor 1985 stattgefunden hatten, waren nur 6 % dieser Fälle den Bistümern schon damals bekannt.[129]
- Die Bischöfe reagierten auf Missbrauchsvorwürfe zunächst, indem sie sich vor allem um die Täter kümmerten. Vor 2002 trafen sich Verantwortliche in den Bistümern nur selten mit Opfern. Es mangelte ihnen deshalb an Verständnis für die Schädlichkeit des sexuellen Missbrauchs.[129]
- Regelungen wie die 1992 beschlossenen Five Principles (siehe Aufarbeitung bis 2001) wurden in den Diözesen nicht einheitlich umgesetzt. Einige Bischöfe schritten mit Maßnahmen zügig voran. Andere standen auf der Bremse und prägten das von den Medien verbreitete Bild, dass „die“ Bischöfe sich nicht um sexuellen Missbrauch kümmerten.[129]
- Die römisch-katholische Kirche könne als sicherer Ort für Kinder betrachtet werden. Die Rate der Missbrauchsfälle sei seit den 1980er Jahren noch stärker gesunken als in anderen Bereichen der Gesellschaft. Dazu beitragen habe seit 1992 die deutliche Verbesserung der Ausbildung in den Priesterseminaren der USA, verbunden mit einer höheren Sensibilität für problematisches Verhalten, ebenso die Null-Toleranz-Politik ab 2002.[126]
- Eine wirkungsvolle Präventionsarbeit muss sich an drei Gruppen richten: potenzielle Täter, potenzielle Opfer und die Kirche selbst in ihrer Rolle als Wächter. Die Kirche muss mit ihren Priestern auch nach deren Ausbildung bei diesem Thema in Kontakt bleiben. Weiterhin muss auch die Gemeinde durch direkte, transparente und regelmäßige Kommunikation eingebunden werden.[130]

Die Studie wurde sowohl von Opferverbänden als auch von konservativen Kirchenkreisen kritisch aufgenommen. Erstere kritisierten vor allem die Beschränkung auf die von den kirchlichen Einrichtungen gelieferten Daten. Als kontrovers gilt auch die Festlegung der Altersgrenze bei pädophilen Handlungen auf 10 Jahre. Hätte die Studie die Altersgrenze bei 13 Jahren angesetzt, wären die Mehrzahl der Missbrauchsfälle in katholischen Einrichtungen pädophilem Verhalten zugeordnet worden.

### Grand Jury Report in Pennsylvania (2018)
Im August 2018 wurde in Pennsylvania ein umfangreicher Bericht einer Grand Jury (Geschworenengremium) veröffentlicht. Laut dem Generalstaatsanwalt von Pennsylvania war es der bislang umfassendste Bericht in den Vereinigten Staaten zu Kindesmissbrauch in der Kirche. Die Behörden beschuldigten mehr als 300 namentlich genannte katholische Priester, sich des sexuellen Missbrauchs und der Vergewaltigung von Kindern schuldig gemacht zu haben. Der Report behandelt sechs der acht Bistümer/Erzbistümer in Pennsylvania. Die beiden übrigen (Bistum Altoona-Johnstown und Erzbistum Philadelphia) waren schon früher Gegenstand von Untersuchungen gewesen.
In dem Report heißt es unter anderem:

“Priests were raping little boys and girls, and the men of God who were responsible for them not only did nothing; they hid it all. For decades.”

„Priester vergewaltigten kleine Jungen und Mädchen, und die Männer Gottes, die für sie verantwortlich waren, taten nicht nur nichts; sie vertuschten alles. Über Jahrzehnte.“

Die Grand Jury berichtete, viele der Opfer seien schwer traumatisiert. Einige seien Alkoholiker oder drogensüchtig geworden, manche begingen Suizid.
Mit den Vertuschungsstrategien hatten sich unter anderem Profiler des FBI befasst. Nur zwei der mehr als tausend Fälle in dem Bericht hatten zu Anklagen geführt. In Pennsylvania verjährt sexueller Missbrauch von Minderjährigen, wenn das Opfer 30 Jahre alt wird. Das Parlament Pennsylvanias hat sich auf Druck der Kirche bisher geweigert, das zu ändern.
Der Report beleuchtet auch die Rolle von Donald Wuerl, der von 1988 bis 2006 Bischof von Pittsburgh war. Am 16. August 2018 nahm das Erzbistum Washington die Website Wuerl Report, die es zur Verteidigung Wuerls gegen Vorwürfe bezüglich der Missbrauchsfälle von Pennsylvania eingerichtet hatte, nach öffentlicher Kritik vom Netz. Am 12. Oktober 2018 nahm Papst Franziskus Erzbischof Wuerls Amtsverzicht an.

## Einordnung der Häufigkeit

### Vergleiche mit sexuellem Missbrauch in anderen Bereichen
Laut der John-Jay-Studie (2004) gab es im Zeitraum 1950 bis 2002 – in mehr als sechs Jahrzehnten – insgesamt 10.667 angebliche Opfer in der katholischen Kirche in den USA. Das entspricht rechnerisch einem Schnitt von etwa 170 Fällen pro Jahr, wobei nicht alle Anschuldigungen begründet oder glaubwürdig waren. In der Studie wurde darauf hingewiesen, dass die jährliche Zahl der Missbrauchsfälle in den USA sehr viel höher ist. Laut einer auf offiziellen Statistiken beruhenden Schätzung lag sie 1992 bei 149.800 und fiel danach auf 89.355 im Jahr 2000.
Charol Shakeshaft, Autorin einer Studie über sexuellen Missbrauch an staatlichen Schulen, schätzte im Jahr 2006, dass sexueller Missbrauch an Schulen mehr als 100-fach häufiger sei als sexueller Missbrauch durch katholische Priester.

### Kritik an der Darstellung in den Medien
Der Christian Science Monitor zog im Frühjahr 2002 nach nationalen Studien von Christian Ministry Resources das Fazit: „Obwohl sich die Schlagzeilen auf das Problem pädophiler Priester in der römisch-katholischen Kirche konzentrieren, sind die meisten Kirchen in den USA, die mit Vorwürfen des Kindesmissbrauchs konfrontiert werden, protestantisch, und die meisten der Beschuldigten sind keine Pfarrer oder Kirchenangestellte, sondern ehrenamtliche Mitarbeiter.“
Auch Tom Hoopes, Executive Director beim National Catholic Register, kritisierte die unterschiedliche Medienaufmerksamkeit bei sexuellem Missbrauch: „[…] in der ersten Hälfte des Jahres 2002 brachten die 61 größten Zeitungen Kaliforniens fast 2000 Berichte über sexuellen Missbrauch in katholischen Einrichtungen, die größtenteils frühere Anschuldigungen betrafen. Im selben Zeitraum brachten diese Zeitungen vier Berichte über die Aufdeckung des viel größeren – und anhaltenden – Missbrauchsskandals in öffentlichen Schulen durch die Bundesregierung.“
Der amerikanische Religionshistoriker Philip Jenkins von der Pennsylvania State University sah kein Verhältnis zwischen der Häufigkeit von sexuellem Missbrauch in der katholischen Kirche und der Häufigkeit der Berichterstattung in den Medien. Es werde der Eindruck erweckt, als ob das Phänomen in der katholischen Kirche häufiger vorkomme als in anderen Religionsgemeinschaften, was nicht der Fall sei. Jenkins sah in der breiten Medienberichterstattung über Missbrauchsfälle durch Priester eine Blüte antikatholischer Rhetorik.
In ähnlicher Weise kritisierte der ehemalige Senator von New York, Alfonse M. D’Amato, 2010 in der Tageszeitung The New York Times die ständige Berichterstattung: „Als Katholik bin ich entsetzt über die nun täglich stattfindenden Angriffe der liberalen Medien auf die Kirche. […] Die unüberlegte Ablehnung der vielfältigen und intensiven Bemühungen der Kirche, zu heilen und ihre Fehler zu korrigieren, spricht für eine antikatholische Agenda, der es eher um die katholische Lehre als um Kindesmissbrauch geht.“

## Rechtliche Situation

### Anzeigerecht und Anzeigepflicht
In den Vereinigten Staaten ist jedermann juristisch berechtigt, sexuellen Missbrauch von Kindern und andere Formen von Kindesmisshandlung, etwa Vernachlässigung, zur Anzeige zu bringen. Dies gilt auch in den Territorien der USA.
Wer zur Anzeige solcher Fälle verpflichtet ist, hängt von der Gesetzgebung der einzelnen Bundesstaaten und Territorien ab. Die Rechtslage sieht wie folgt aus (Stand April 2019):
- Für alle Personen unabhängig von ihrem Beruf gilt die Anzeigepflicht in 18 Bundesstaaten: Delaware, Florida, Idaho, Indiana, Kentucky, Maryland, Mississippi, Nebraska, New Hampshire, New Jersey, New Mexico, North Carolina, Oklahoma, Rhode Island, Tennessee, Texas, Utah und Wyoming, außerdem im Territorium Puerto Rico.[149]
- In 47 Bundesstaaten (alle außer Indiana, New Jersey und Wyoming) und den US-Territorien werden bestimmte Berufsgruppen benannt, die zur Anzeige von Kindesmissbrauch verpflichtet sind. Dies betrifft in der Regel Mitarbeiter in den Bereichen Gesundheitswesen, Kinderbetreuung, Schulwesen, Sozialarbeit, Polizei und Rechtsmedizin. Regelungen zu weiteren Berufsgruppen sind weniger einheitlich. Beispielsweise gilt die Anzeigepflicht in 17 Bundesstaaten auch für Bewährungshelfer und in 12 Bundesstaaten sowie den Territorien Guam und Puerto Rico auch für Personen, die beruflich Filme bearbeiten oder Fotografien entwickeln. In 28 Bundesstaaten und Guam gilt die Anzeigepflicht auch für Kleriker.[149]

In den meisten Bundesstaaten werden die Schweigepflicht von Rechtsanwälten und das Beichtgeheimnis als Ausnahmen anerkannt. Das Arztgeheimnis sowie vertrauliche Gespräche zwischen Eheleuten werden nur in einigen Bundesstaaten als Ausnahmen anerkannt.
Im Februar 2019 wurde in Kalifornien eine Gesetzesvorlage eingebracht, die das Verschweigen von Kindesmissbrauch auch bei Kenntnisnahme in der Beichte unter Strafe stellen soll. Michael Barber, Bischof von Oakland, kündigte an, das Gesetz im Fall der Verabschiedung zu brechen und die angedrohte Freiheitsstrafe in Kauf zu nehmen.

### Verjährung
Im Jahr 2010 wehrte sich die römisch-katholische Kirche in Connecticut gegen die völlige Aufhebung von Verjährungsfristen, wie sie ein Gesetzesentwurf vorsah. Drei Bischöfe des Bundesstaats, Henry J. Mansell (Erzbistum Hartford), William E. Lori (Bistum Bridgeport) und Michael R. Cote (Bistum Norwich), bezeichneten den Entwurf in einem Hirtenbrief als diskriminierend, da er entsprechende Schadensersatzklagen nur gegenüber katholischen und anderen nicht-öffentlichen Einrichtungen zulasse. Zudem drohten Klagen noch fünfzig oder mehr Jahre nach einer Tat, sodass man sich dagegen nicht mehr angemessen verteidigen könne. Das geplante Gesetz könne letztlich alle katholischen Einrichtungen in Connecticut in den finanziellen Ruin treiben. Konkreter Anlass der Gesetzesvorlage waren der Fall George Reardon und mindestens 135 Klagen gegen das St. Francis Hospital und das Erzbistum Hartford.

## Filme
- Deliver Us from Evil. Dokumentarfilm, USA, 2006, 101 Min.
- Mea Maxima Culpa – Stille im Haus des Herrn. Dokumentarfilm, USA, 2012, 106 Min.
- Spotlight. Spielfilm, USA, 2015. Ausgezeichnet mit dem Oscar als bester Film (2016).